# Cratere Roemer
Roemer è un cratere sulla superficie di Marte.